# متاحف هارفارد الفنية
تعد متاحف هارفارد للفنون جزءًا من جامعة هارفارد وتتألف من ثلاثة متاحف: التنقيب الأثري في ساردس (تأسس عام 1958)،  متحف فوج (تأسس عام 1895 )، متحف بوش-ريسينجر (تم إنشاؤه في عام 1903 )، ومتحف آرثر إم ساكلر (تأسس عام 1985 ) وأربعة مراكز بحثية: مركز الدراسة الفنية للفن الحديث (تأسس عام 2002)،  وأرشيف متاحف الفن بجامعة هارفارد، ومركز شتراوس للحفظ والدراسات الفنية (تأسس عام 1928). تم دمج المتاحف الثلاثة التي تشكل متاحف هارفارد للفنون في البداية في مؤسسة واحدة تحت اسم متاحف الفنون بجامعة هارفارد في عام 1983. تم حذف كلمة «جامعة» من اسم المؤسسة عام 2008.
تتضمن المجموعات ما يقرب من 250000 قطعة في جميع الوسائط، تتراوح في التاريخ من العصور القديمة إلى الحاضر والتي نشأت في أوروبا وأمريكا الشمالية وشمال إفريقيا والشرق الأوسط وجنوب آسيا وشرق آسيا وجنوب شرق آسيا. يحتوي المبنى الرئيسي على 204,000 قدم مربع (19,000 م2) مساحة للمعارض العامة، والفصول الدراسية، ومختبرات الحفظ والبحوث، والوظائف الأخرى ذات الصلة. حوالي 43,000 قدم مربع (4,000 م2) مساحة مخصصة للمعارض.
في عام 2008، تم إغلاق المبنى التاريخي لمتاحف هارفارد للفنون في 32 شارع كوينسي، كامبريدج، لمشروع كبير للتجديد والتوسع. خلال المراحل الأولى من هذا المشروع، عرض متحف آرثر م. ساكلر في 485 برودواي، كامبريدج، أعمالًا مختارة من مجموعات متاحف فوج وبوش رايزنجر وساكلر من 13 سبتمبر 2008 حتى 1 يونيو 2013.
وحد المبنى الذي تم تجديده في 32 شارع كوينسي المتاحف الثلاثة في منشأة واحدة على أحدث طراز صممها المهندس المعماري رينزو بيانو، مما زاد من مساحة المعرض بنسبة 40٪ وأضف سقفًا زجاجيًا هرميًا مبتورًا. في منظر على مستوى الشارع للواجهة الأمامية، يتم إخفاء السقف الزجاجي والتوسعات الأخرى في الغالب، مما يحافظ إلى حد كبير على المظهر الأصلي للمبنى. أشرف على أعمال التجديد مستشار ليمسورييه[بحاجة لمصدر] وسيلمان أسوشيتس.
أضاف التجديد ستة مستويات من صالات العرض والفصول الدراسية وقاعات المحاضرات ومناطق الدراسة الجديدة التي توفر الوصول إلى أجزاء من مجموعة المتاحف المكونة من 250.000 قطعة. تم افتتاح المبنى الجديد في نوفمبر 2014.

## مديرو المتحف
- تشارلز مور هربرت: 1896 – 1909
- إدوارد فوربس: 1909 – 1944
- جون كوليدج: 1948 – 1968
- أغنيس مونغان: 1968 – 1971
- دانييل روبينز: 1972 – 1974
- سيمور سليف: 1975 – 1984
- إدغار بيترز بورون: 1985 – 1990
- جيمس كونو: 1991 – 2002
- توماس دبليو ينتز: 2003 – 2015
- مارثا تيديشي: 2016 – حتى الآن

## متحف فوج

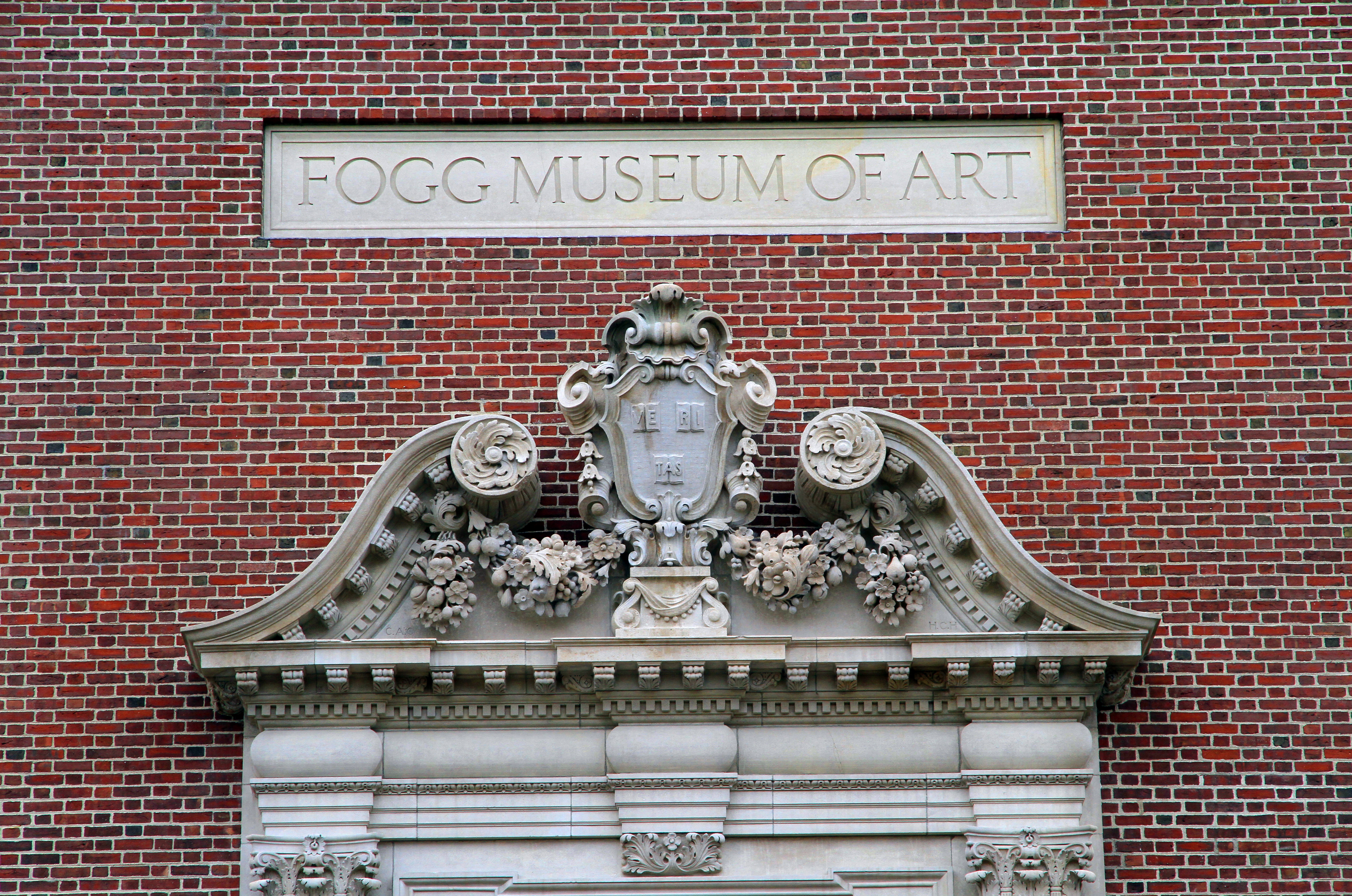
يطل المدخل الأصلي لمتحف فوج للفنون الآن على المدخل الرئيسي لمتاحف هارفارد للفنون

افتُتح متحف فوج للجمهور في عام 1896، وهو أقدم وأكبر عنصر في متاحف هارفارد للفنون.

### تاريخ
تم إنشاء المتحف في الأصل في مبنى على طراز عصر النهضة الإيطالي صممه ريتشارد موريس هانت. وفقًا لدونالد بريزيوسي، لم يتم إنشاء المتحف في البداية كمعرض لعرض الأعمال الفنية الأصلية، ولكن تم تأسيسه كمؤسسة لتدريس ودراسة الفنون البصرية، وكان المبنى الأصلي يحتوي على فصول دراسية مجهزة بالفوانيس السحرية، مكتبة، وأرشيف للشرائح والصور للأعمال الفنية، ومساحة عرض لنسخ الأعمال الفنية. في عام 1925، تم استبدال المبنى بهيكل على الطراز الجورجي في شارع كوينسي، صممه كوليدج وشيبلي وبولفينش وأبوت. (قاعة هانت الأصلية لا تزال قائمة، غير مستغلة حتى تم هدمه في عام 1974 لافساح الطريق لالمهاجع طالبة جديدة.)

### مجموعة
يشتهر متحف فوج بمقتنياته من اللوحات الغربية والنحت والفنون الزخرفية والصور والمطبوعات والرسومات من العصور الوسطى حتى الوقت الحاضر. تشمل نقاط القوة الخاصة عصر النهضة الإيطالية، والفن البريطاني قبل رافائيليت، والفن الفرنسي في القرن التاسع عشر، بالإضافة إلى اللوحات والرسومات الأمريكية في القرنين التاسع عشر والعشرين.
تعد مجموعة موريس فيرتهايم في المتحف مجموعة بارزة من الأعمال الانطباعية وما بعد الانطباعية التي تحتوي على العديد من الروائع الشهيرة، بما في ذلك اللوحات والمنحوتات التي رسمها بول سيزان وإدغار ديغا وإدوارد مانيه وهنري ماتيس وبابلو بيكاسو وفينسنت فان جوخ. تعتبر مجموعة غرينفيل ل. وينثروب، مركزية مقتنيات فوج، مع أكثر من 4000 عمل فني. تم تسليم المجموعة إلى جامعة هارفارد في عام 1943، ولا تزال تلعب دورًا محوريًا في تشكيل تراث متاحف الفنون بجامعة هارفارد، حيث تعمل كأساس للتدريس والبحث وبرامج التدريب المهني. وهو يتضمن لوحات مهمة في القرن 19، والنحت، والرسومات التي كتبها وليام بليك، إدوارد بورن جونز، جاك لويس ديفيد، أونوريه دومييه، وينسلو هومر، جان أوغست دومينيك إنجرس، ألفريد باري، بيير أوغست رينوار، اوغست رودان، جون سينغر سارجنت وهنري دي تولوز لوتريك وجيمس أبوت ماكنيل ويسلر.
يحتوي متحف الفن على لوحات إيطالية من العصور الوسطى المتأخرة لسيد أوفيدا،  سيد كاميرينو،  برناردو دادي، سيمون مارتيني، لوكا دي تومي، بيترو لورينزيتي، أمبروجيو لورنزيتي، سيد الأوركانيسك ميسيركورديا، سيد القديسين كوزماس وداميانكان بارتولوميو بولجاريني.
- لوحات عصر النهضة الفلمنكية - ماجستير الملوك الكاثوليك، يان بروفوست، ماجستير الدم المقدس، إيلبرت بوتس، وسيد سانت أورسولا.
- لوحات عصر النهضة الإيطالية - فرا أنجيليكو، ساندرو بوتيتشيلي، دومينيكو غيرلاندايو، غيراردو ستارنينا، كوزمي تورا، جيوفاني دي باولو، ولورينزو لوتو.
- لوحات عصر الباروك الفرنسي - نيكولاس بوسان، وجاك ستيلا، ونيكولاس ريجنير، وفيليب دي شامبين.
- لوحات داتش ماستر - رامبرانت، وإيمانويل دي ويت، وجان ستين، وويليم فان دي فيلدي، وجاكوب فان رويسدايل، وسالومون فان رويسديل، وجان فان دير هايدن، وديرك هالس.
- اللوحات الأمريكية - جيلبرت ستيوارت، تشارلز ويلسون بيل، روبرت فيكي، سانفورد جيفورد، جيمس ماكنيل ويسلر، جون سينجر سارجنت، توماس إيكنز، مان راي، بن شاهن، جاكوب لورانس، لويس روبنشتاين، روبرت سلون، فيليب جوستون، جاكسون بولوك، كيري جيمس مارشال وكليفورد ستيل.

### صالة عرض

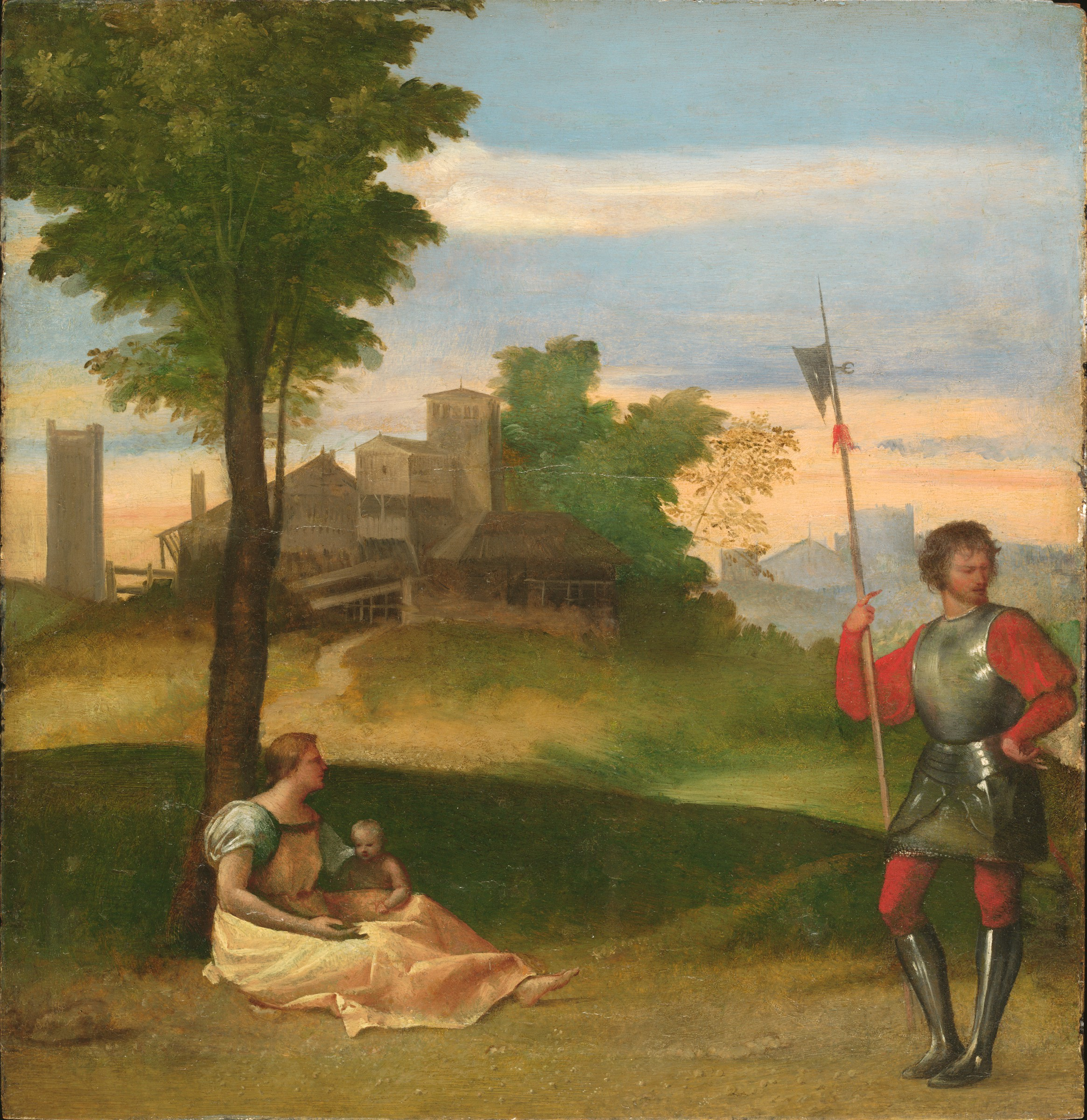
تيتيان، ريفي آيدل، 1507-1508
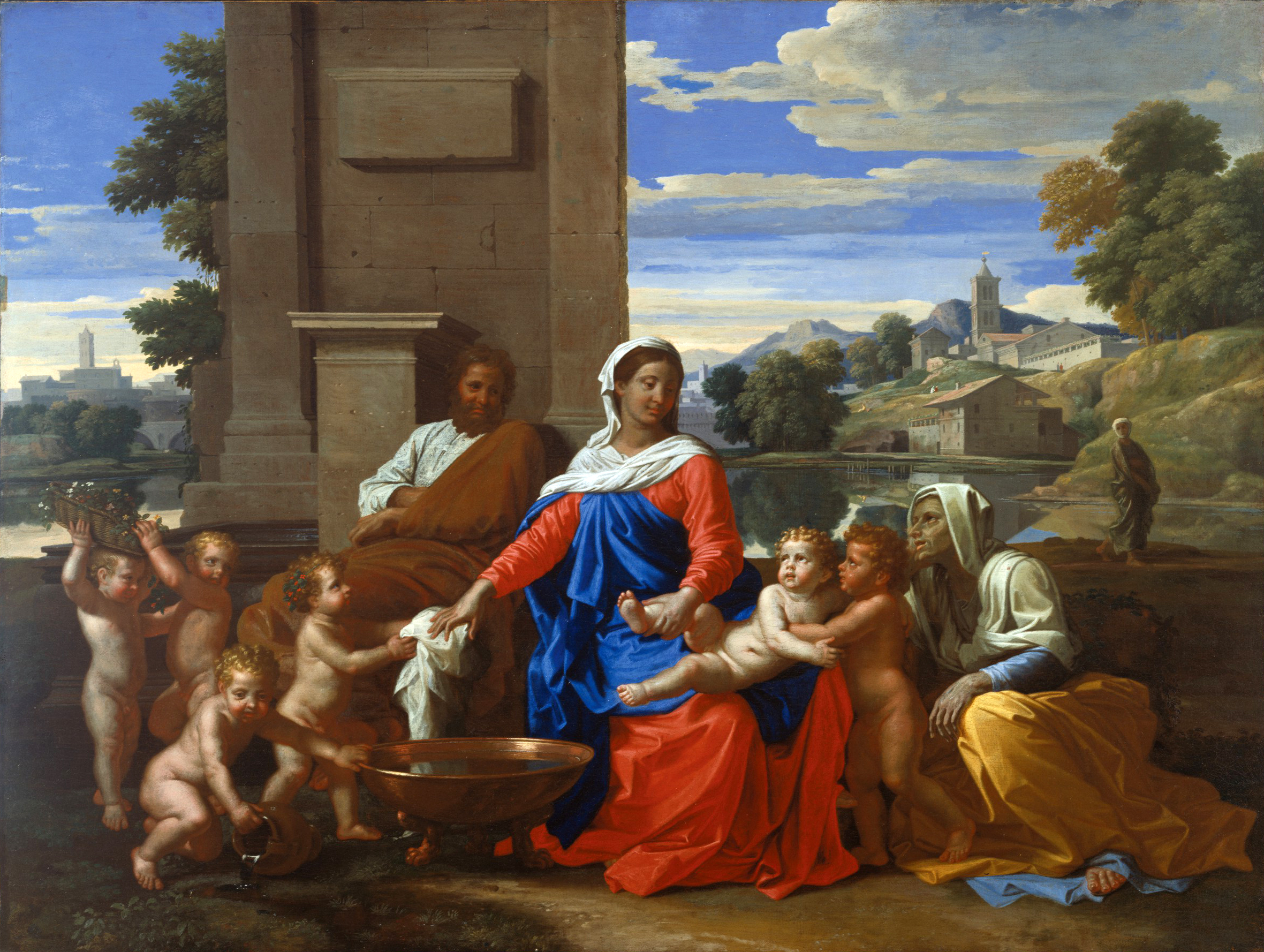
نيكولا بوسين، العائلة المقدسة، 1645-1650
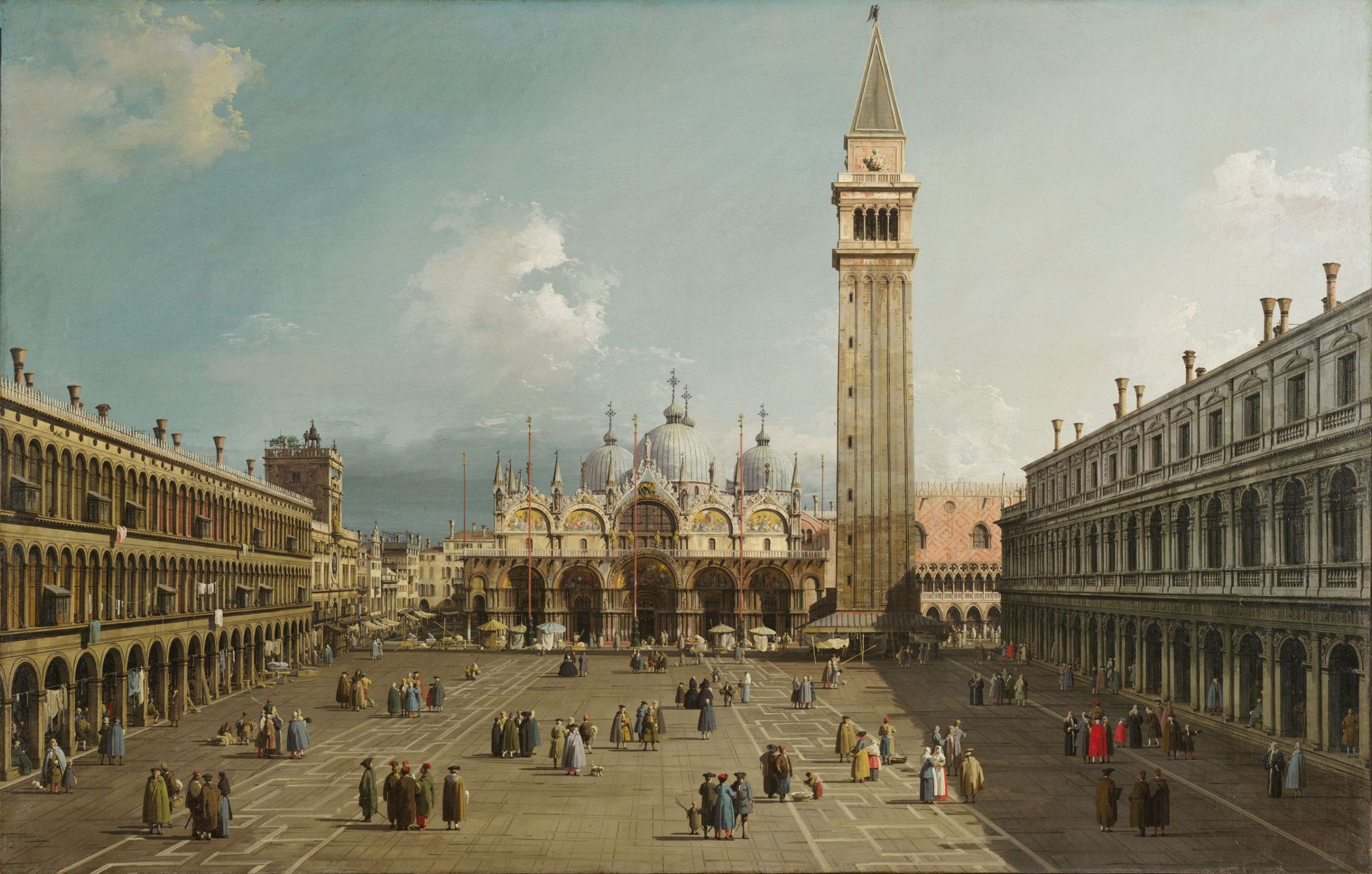
كاناليتو، ج. 1730-1735
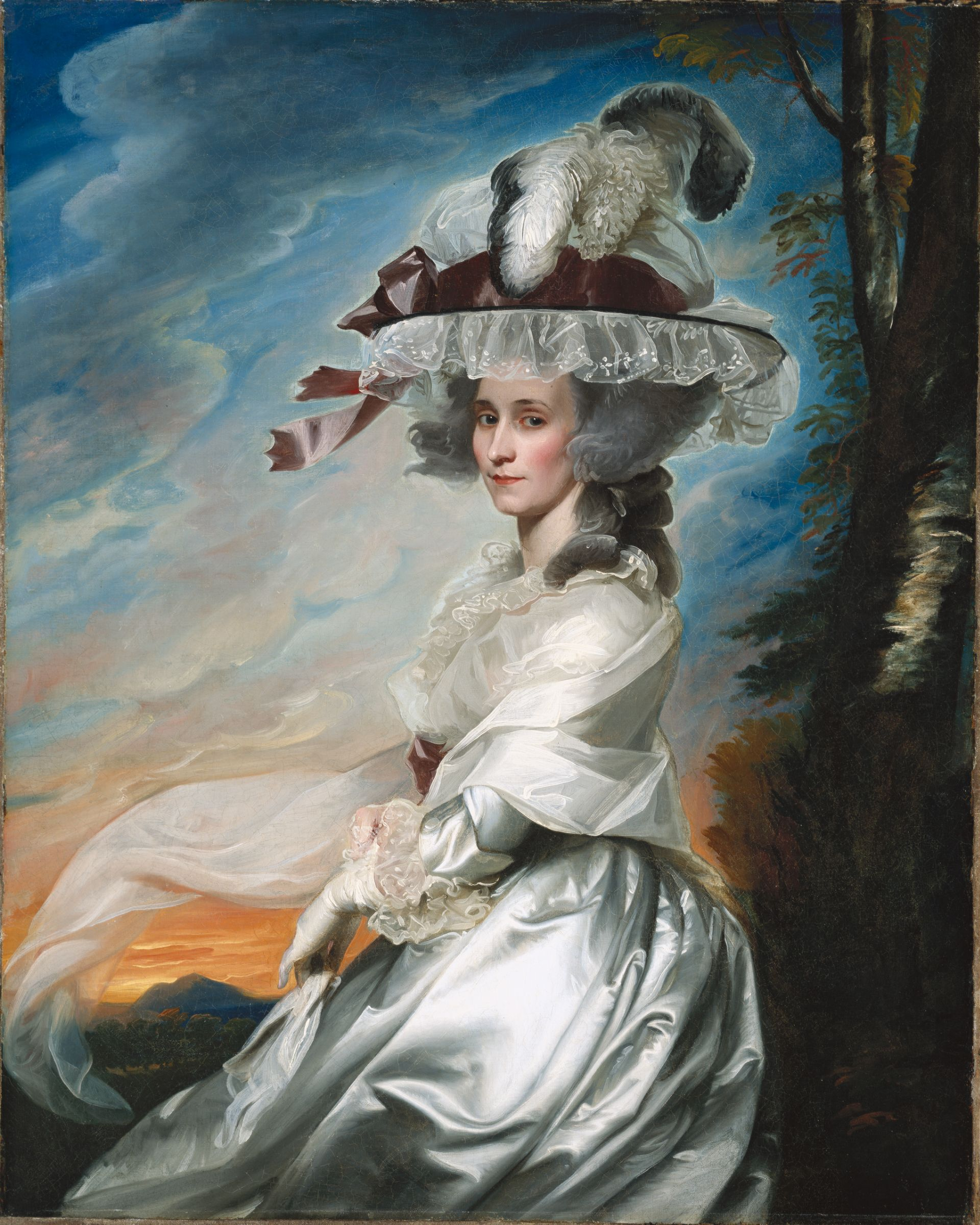
جون سينجلتون كوبلي، السيدة دانيال دينيسون روجرز (أبيجيل برومفيلد)، 1784
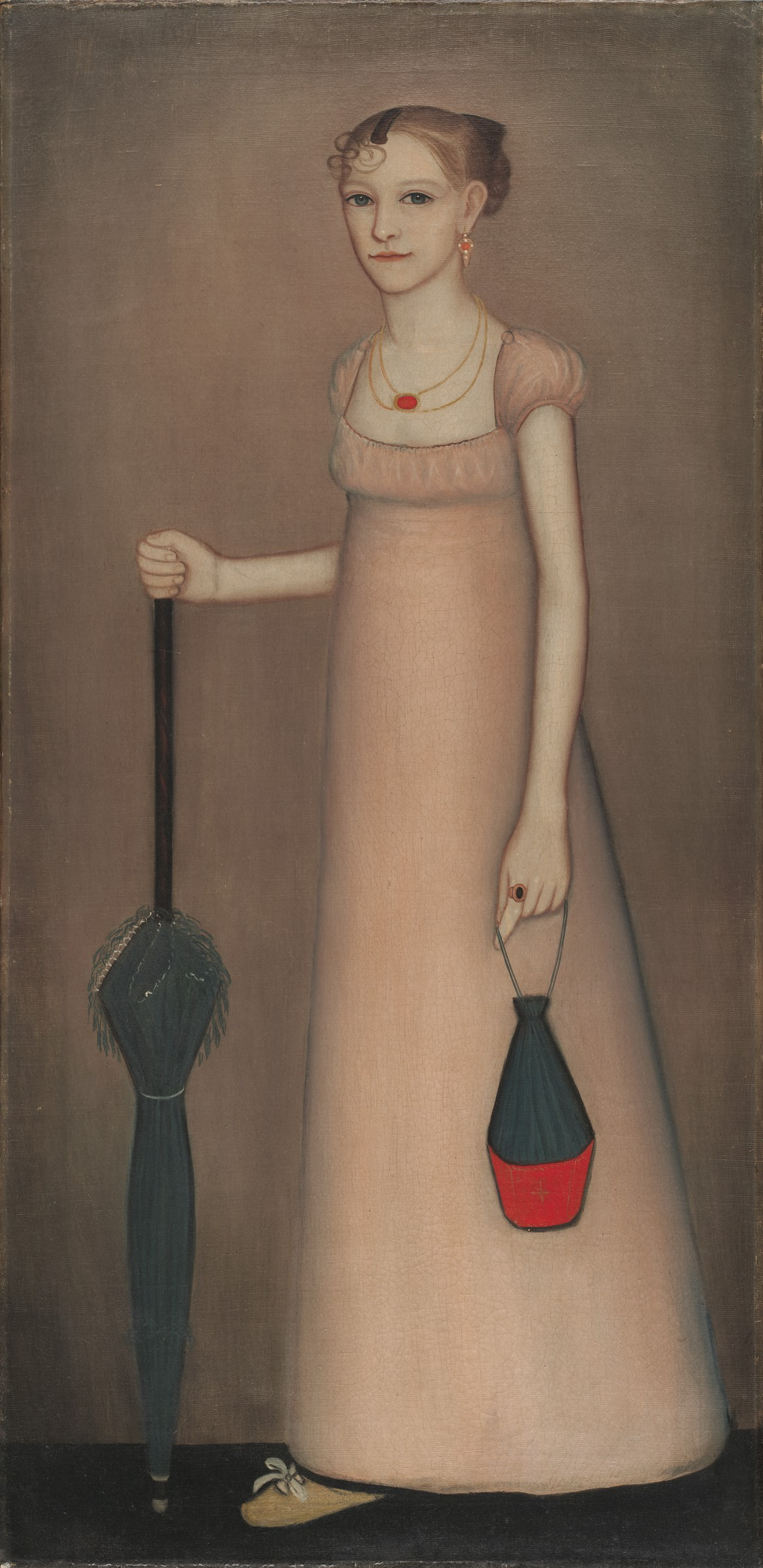
عمي فيليبس  [لغات أخرى]‏، هارييت ليفينز، ج. 1815
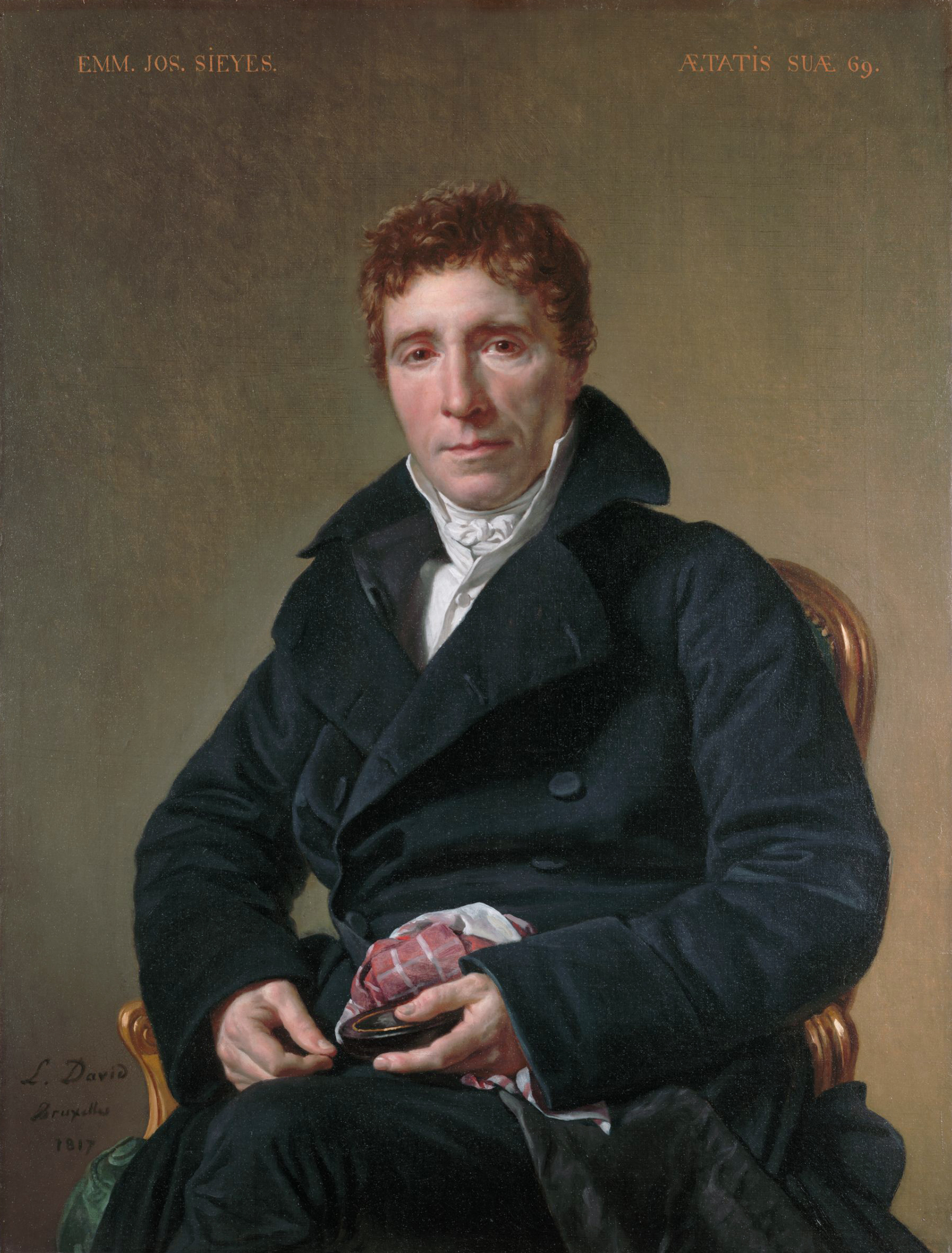
جاك لويس ديفيد، إيمانويل جوزيف سييس، 1817
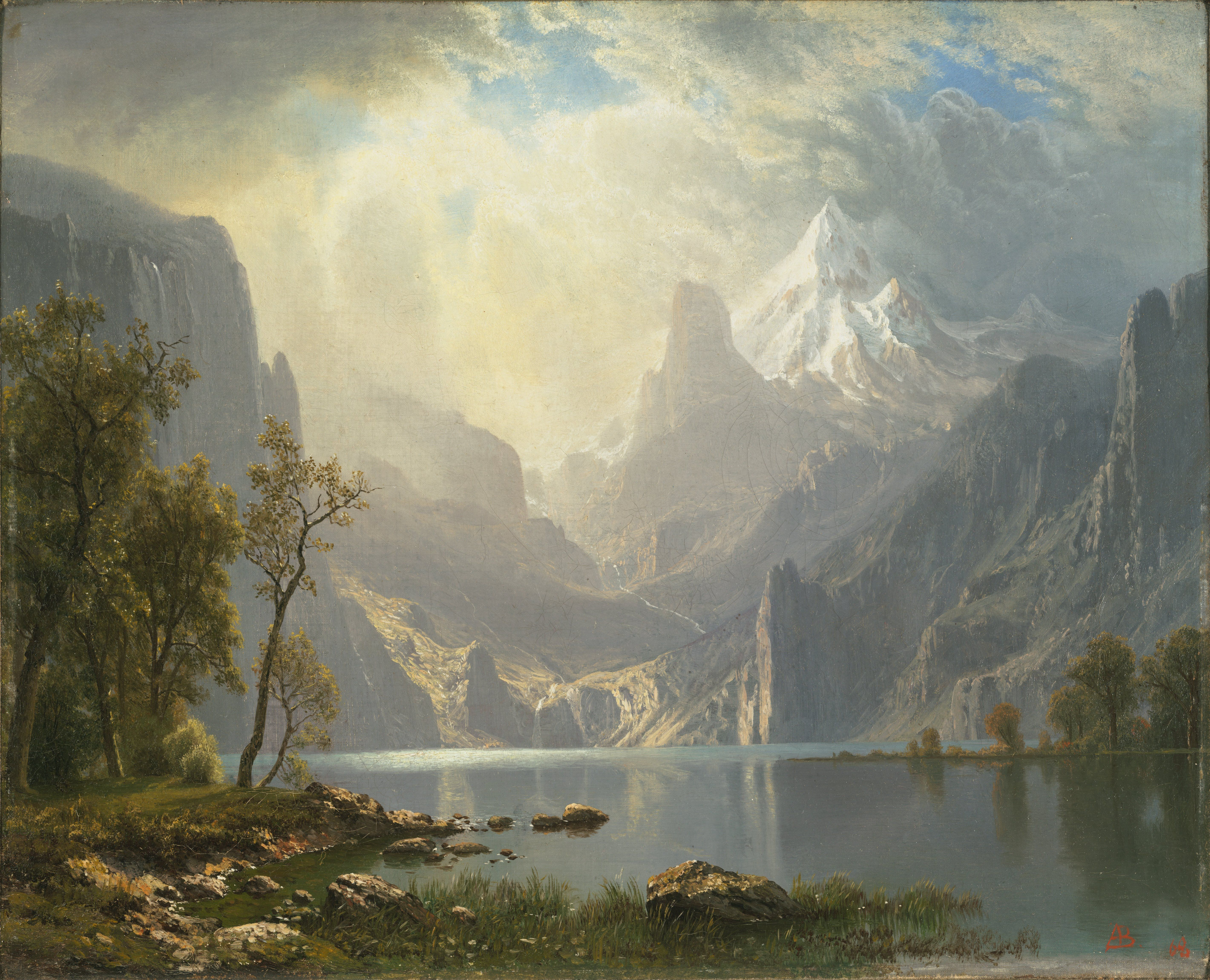
ألبرت بيرشتات، في سيراس 1868
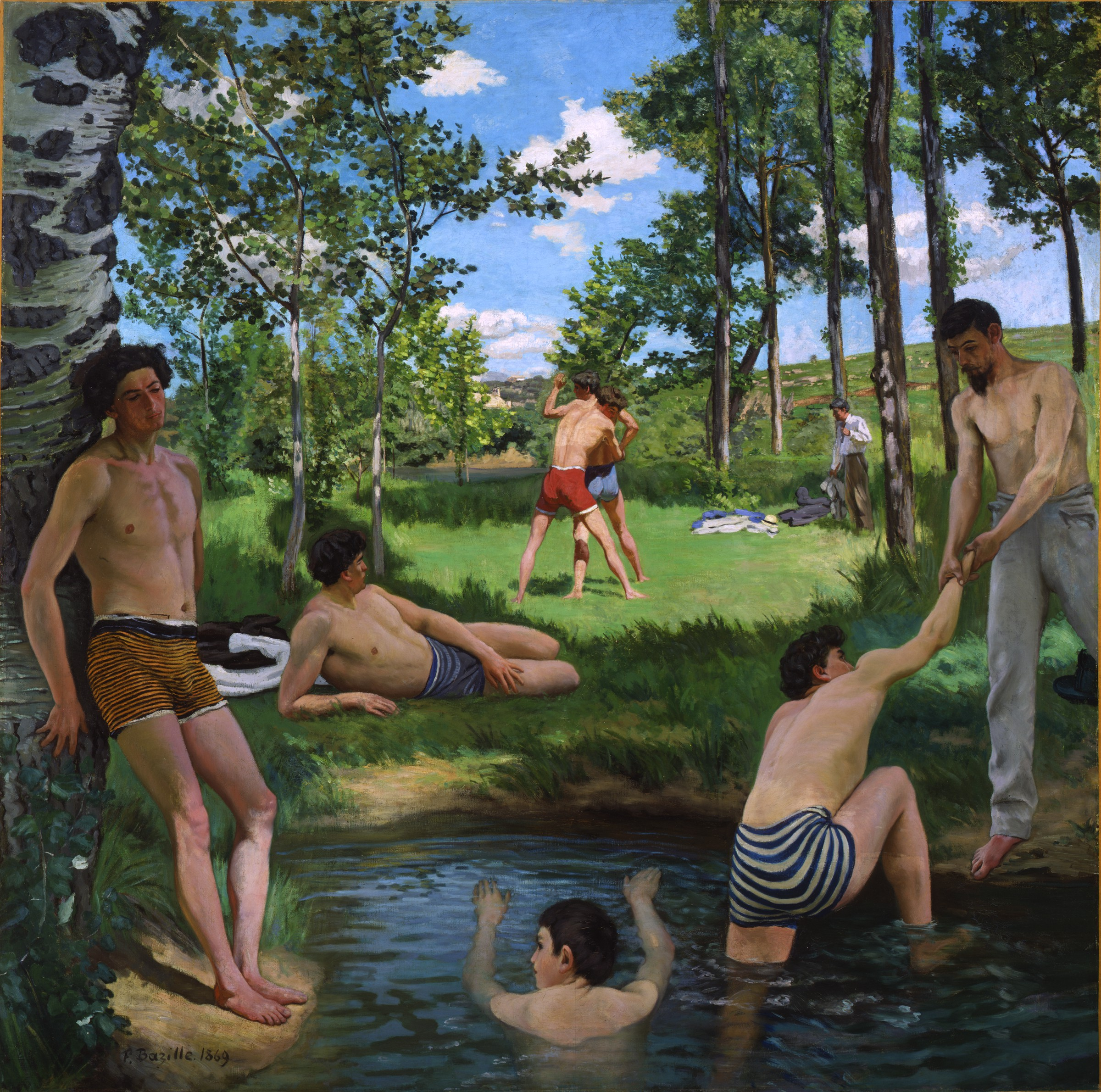
فريديريك بازيل، مشهد صيفي  [لغات أخرى]‏ 1869
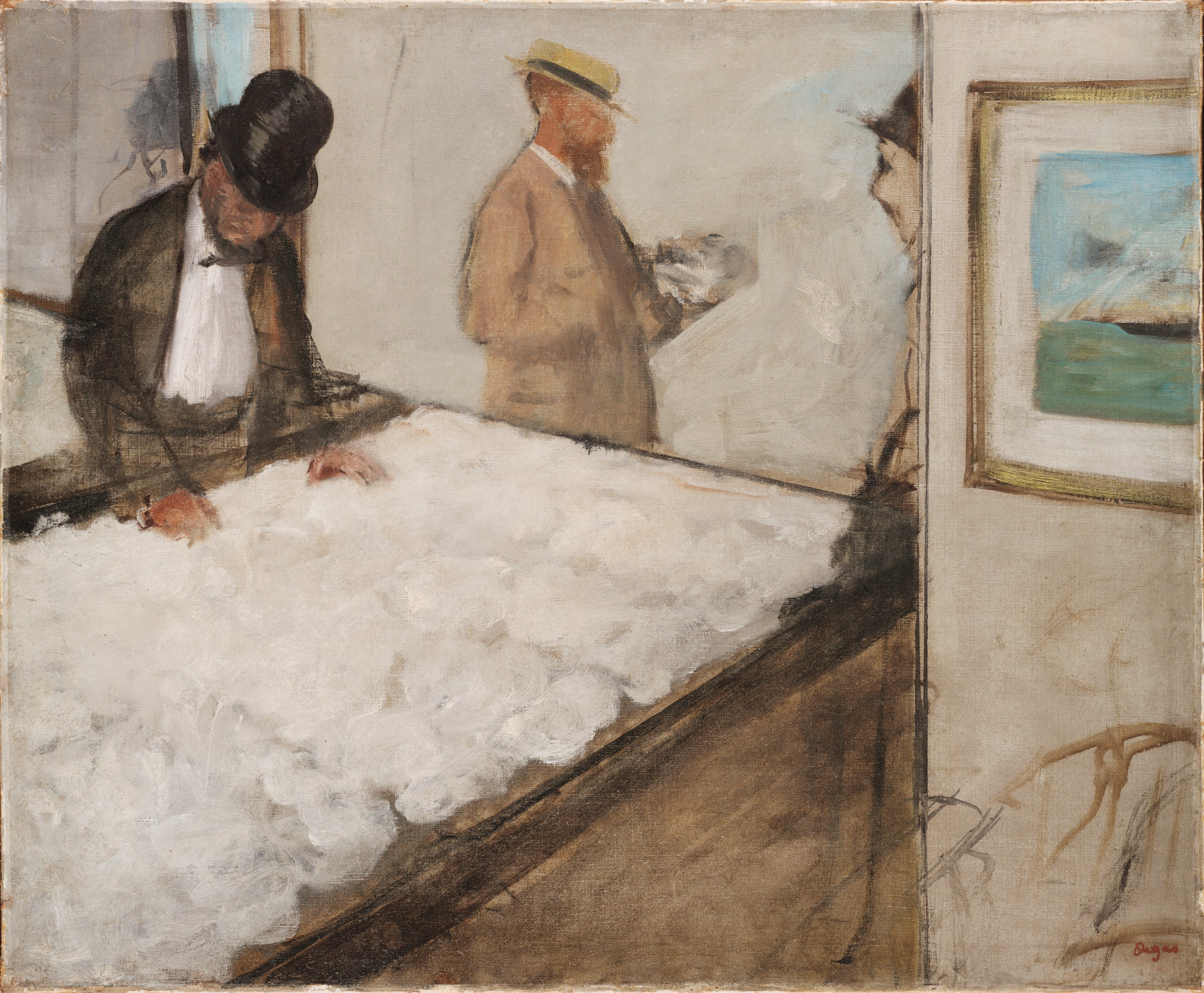
إدغار ديغا، تجار قطن في نيو أورلينز، ١٨٧٣
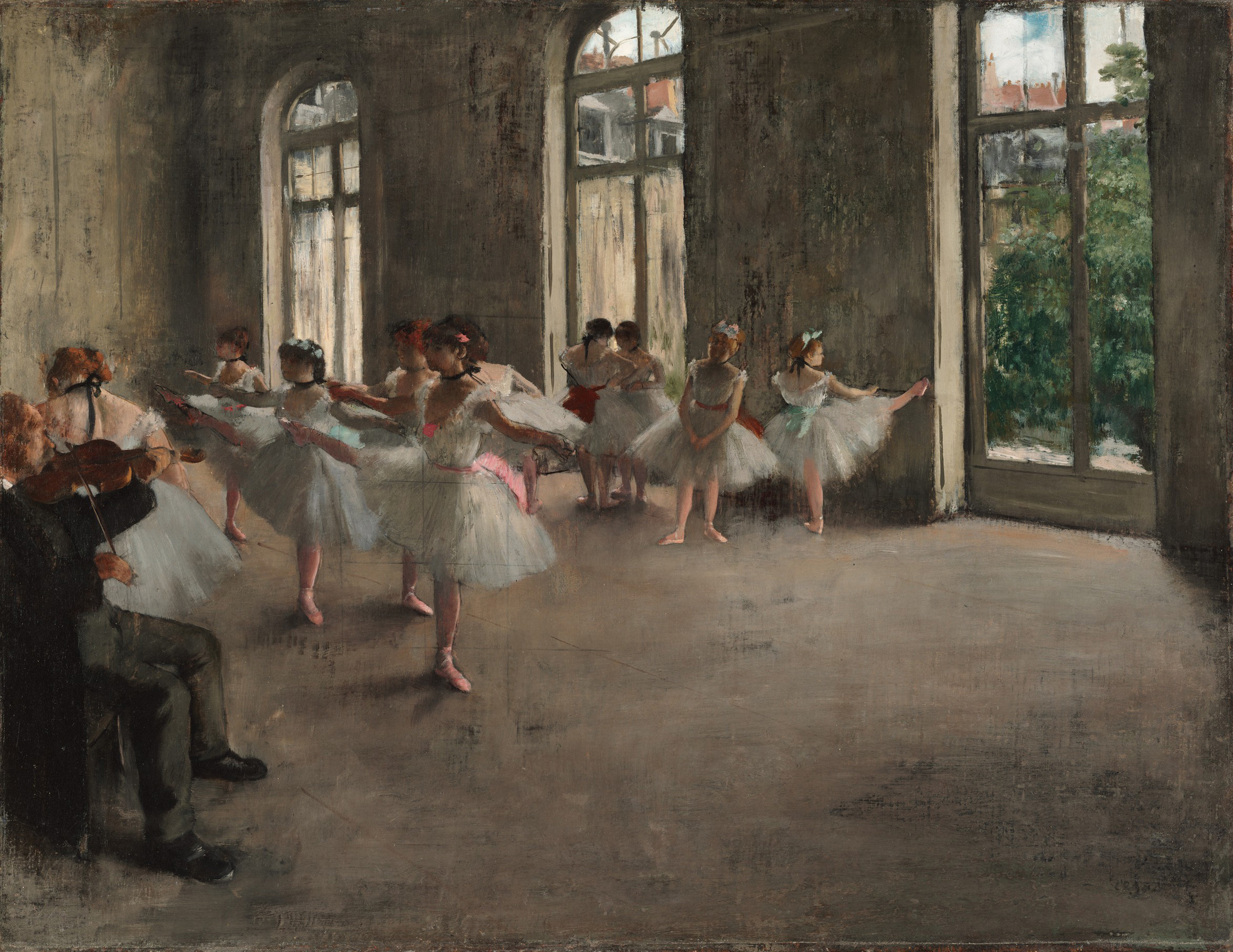
إدغار ديغا، البروفة، 1873
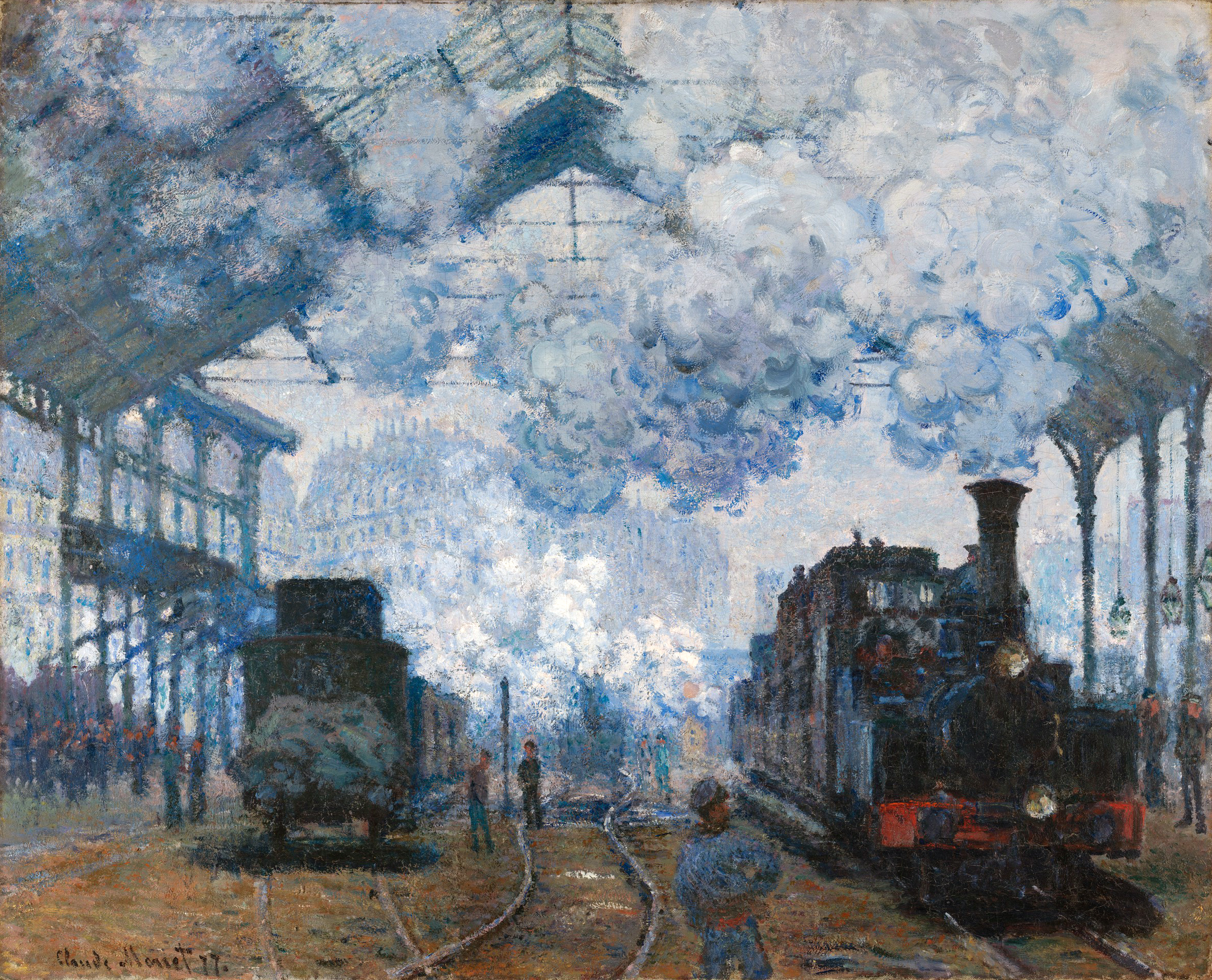
كلود مونيه، محطة سان لازار، وصول قطار، 1877
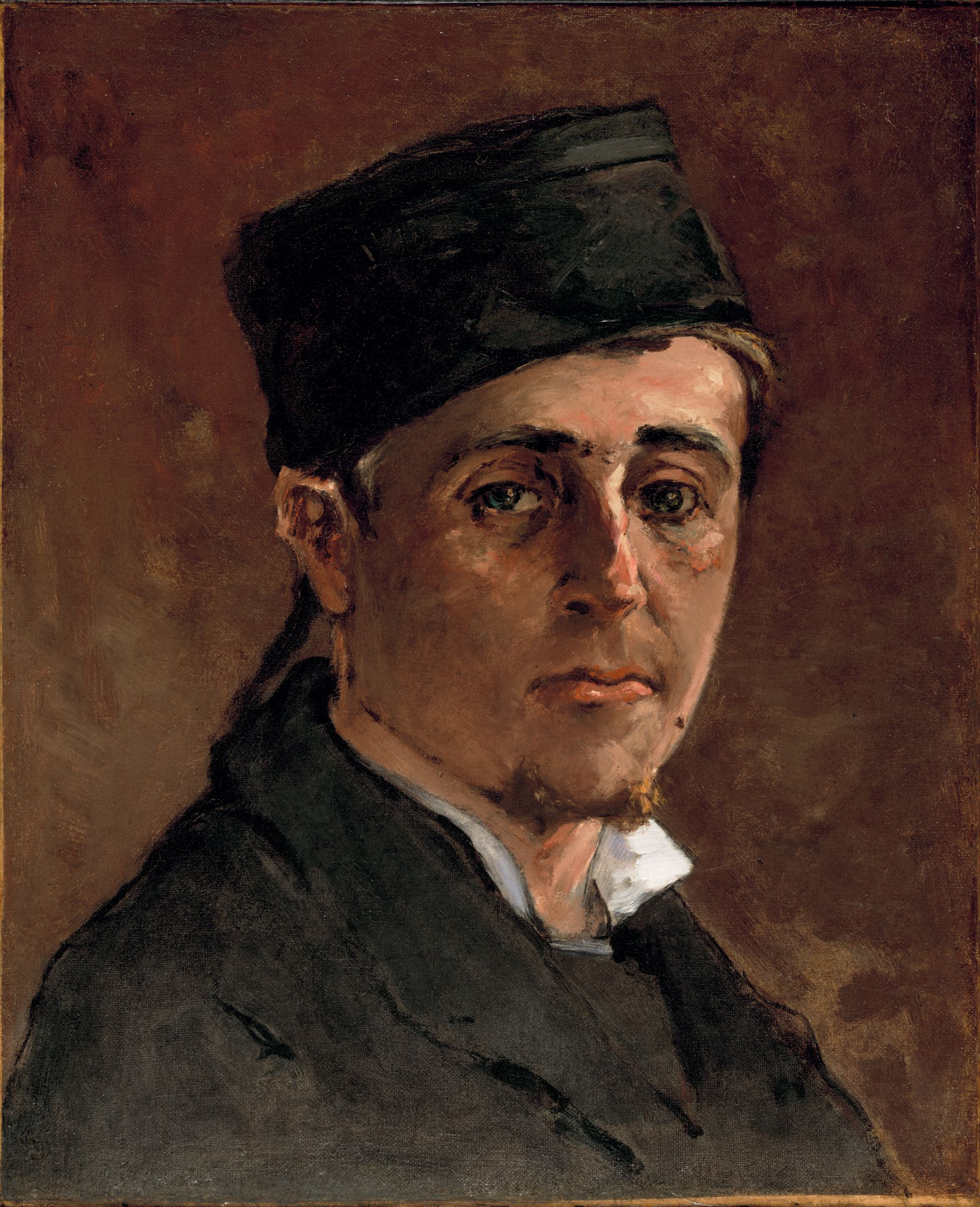
بول غوغان، صورة شخصية، ج. 1875-1877
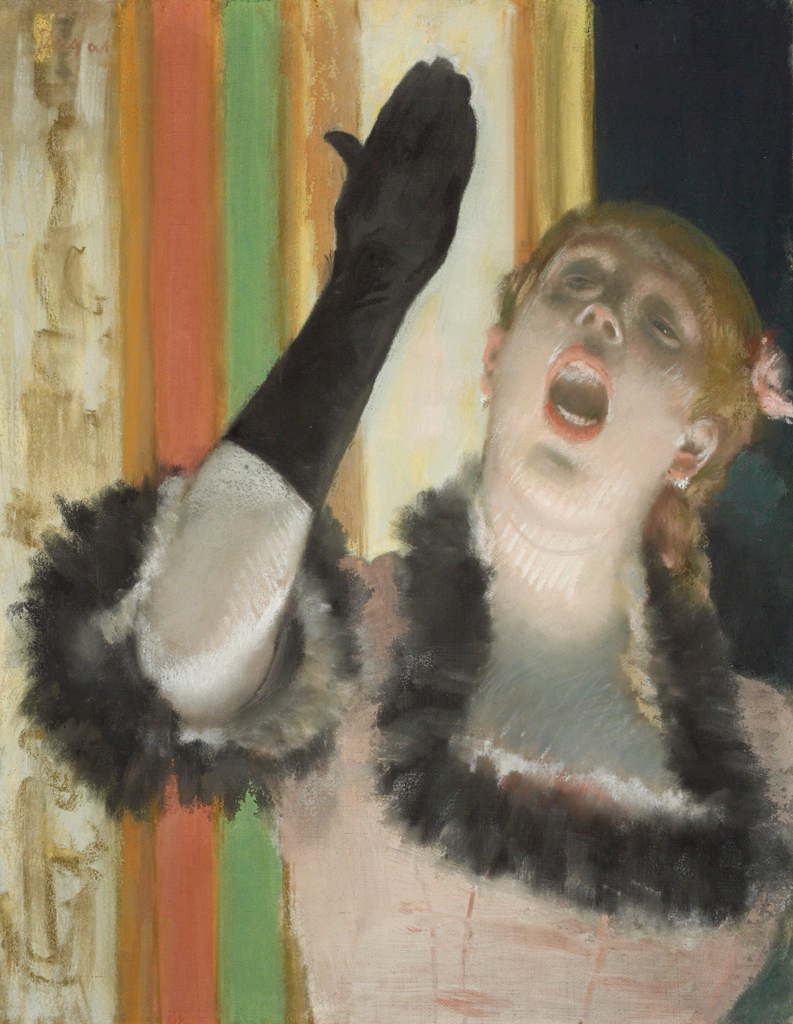
إدغار ديغا، المغني ذو القفاز، 1878
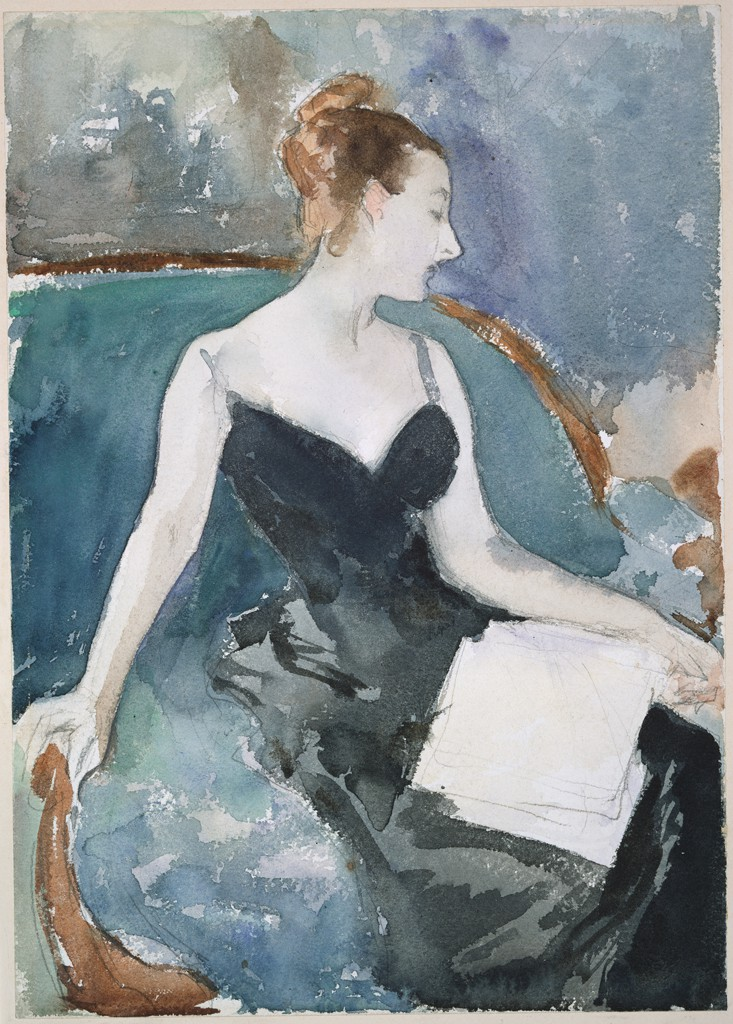
جون سينجر سارجنت، مدام غوترو (مدام العاشر)، ج. 1883
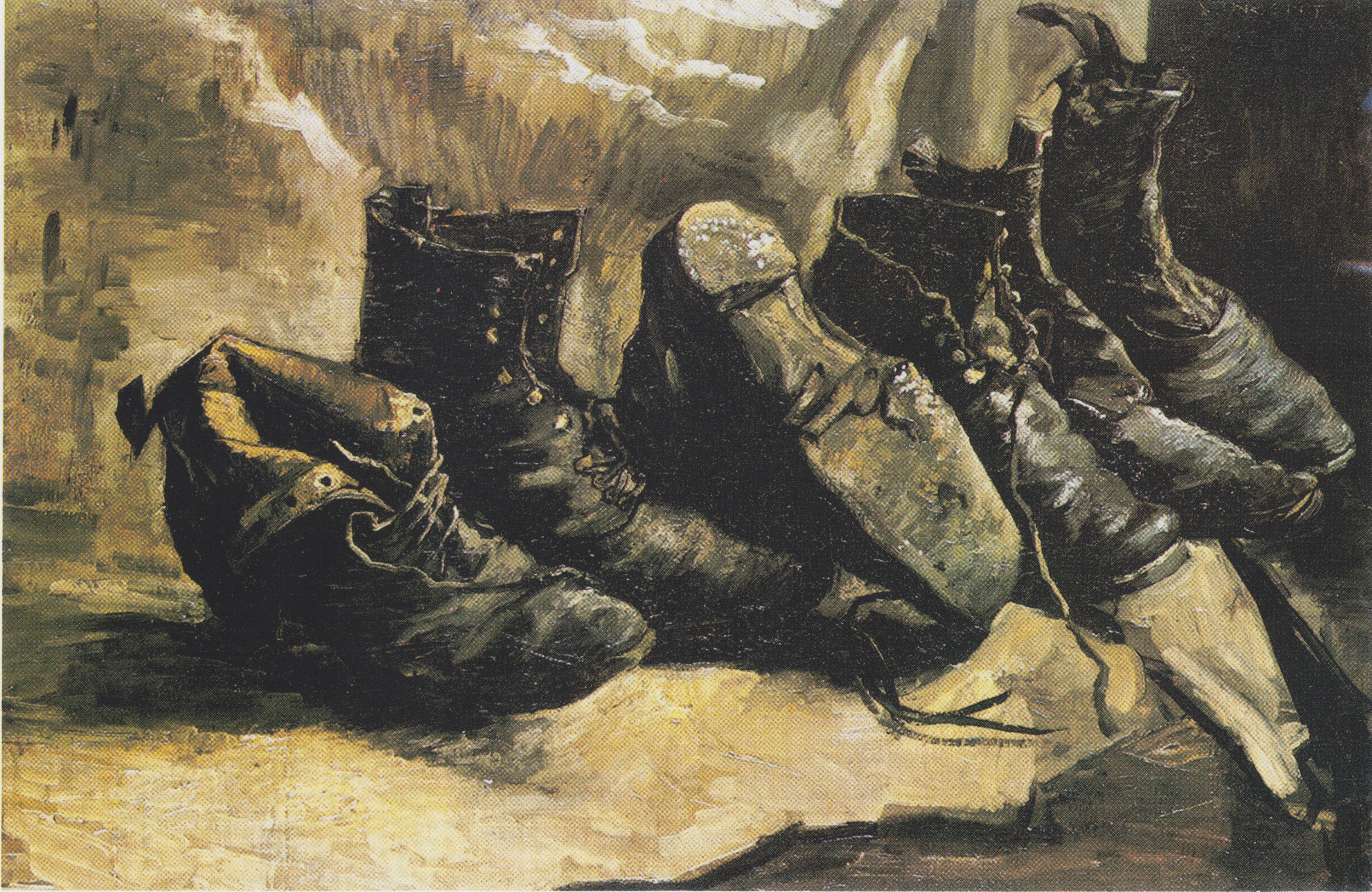
فنسنت فان جوخ، ثلاثة أزواج من الأحذية، 1886
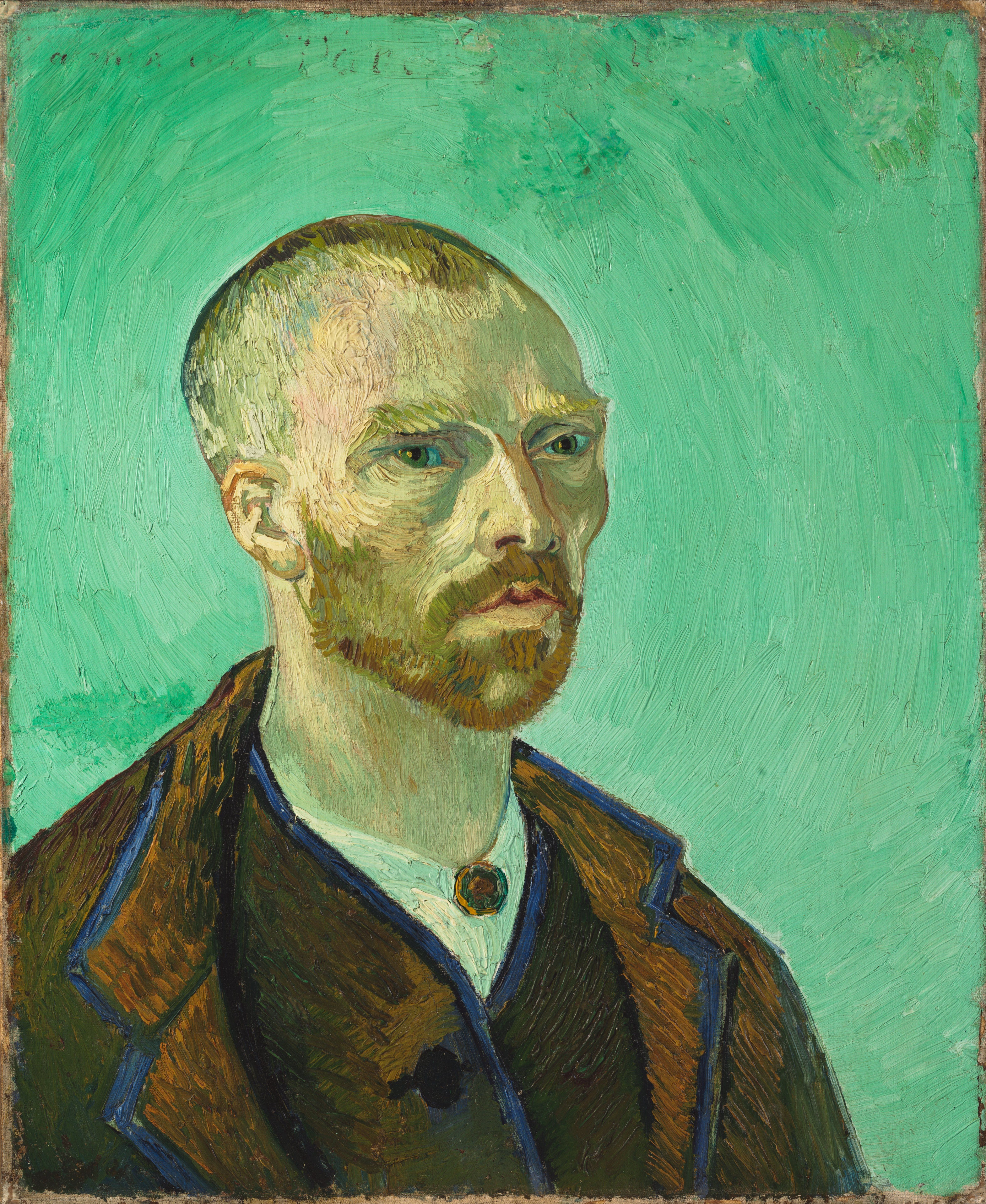
فنسنت فان جوخ، بورتريهات فينسنت فان جوخ، ١٨٨٨
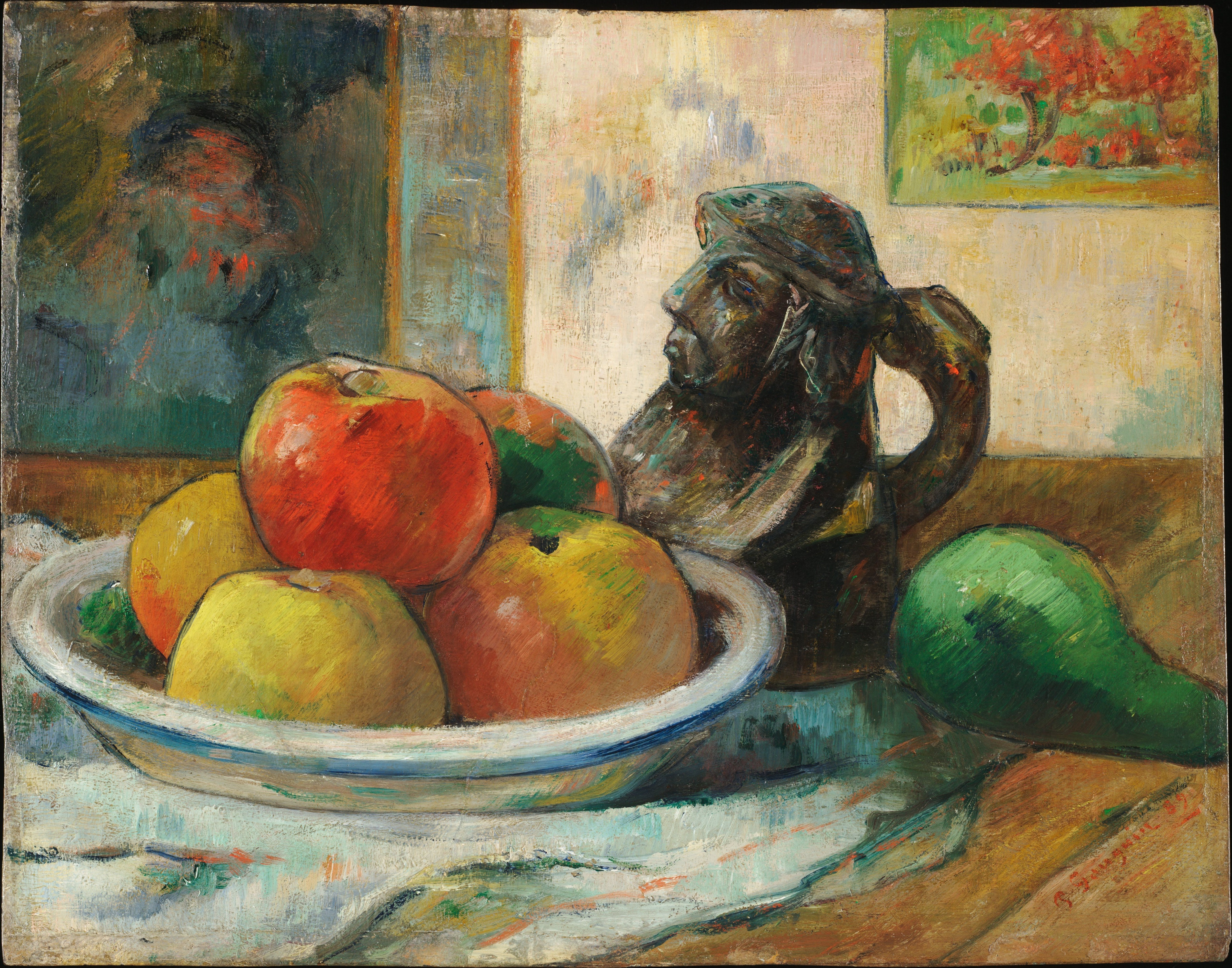
بول غوغان، لا تزال الحياة مع التفاح، والكمثرى، وإبريق بورتريه من السيراميك، 1889
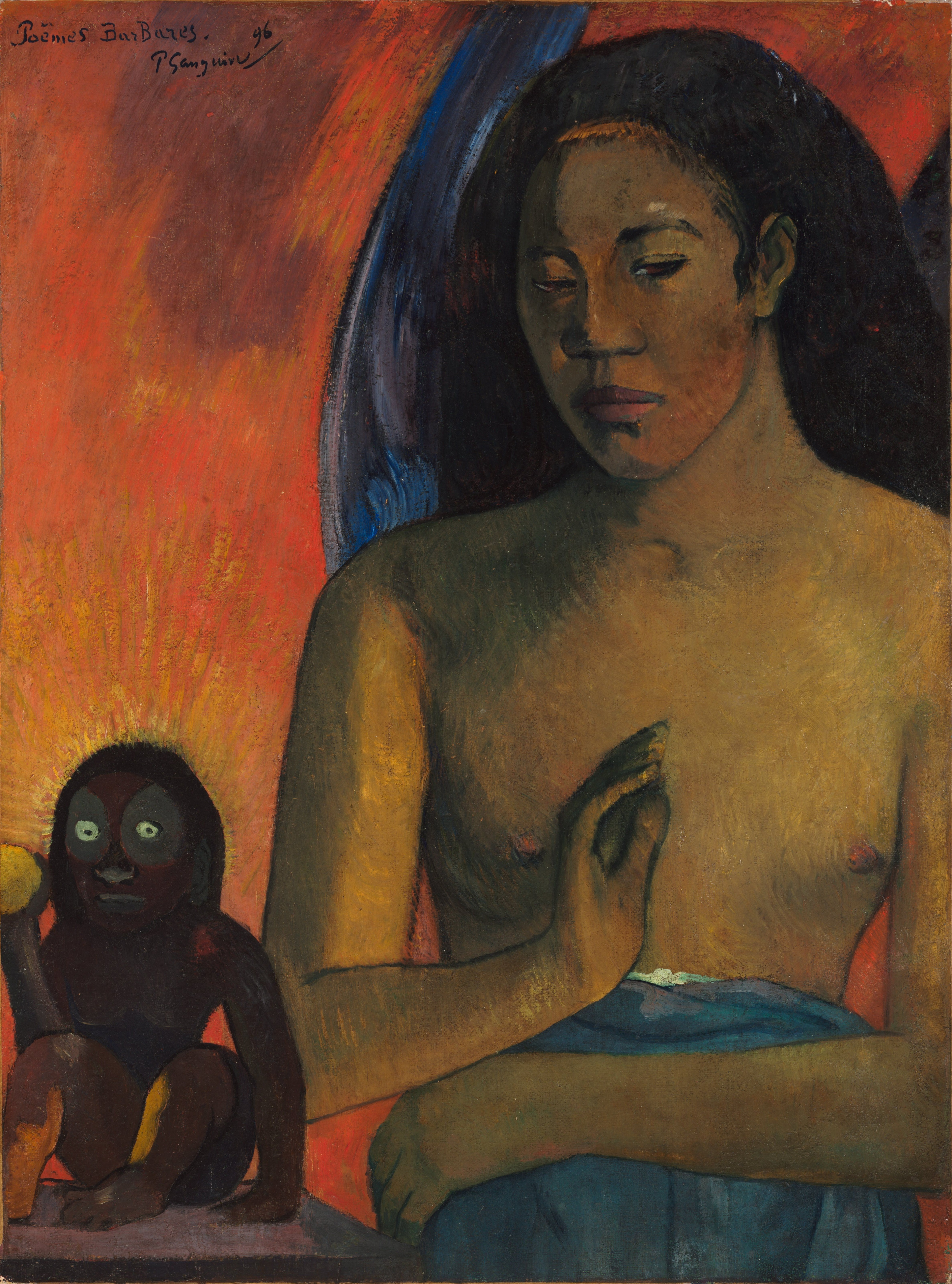
بول غوغان، بويم باربار، 1896
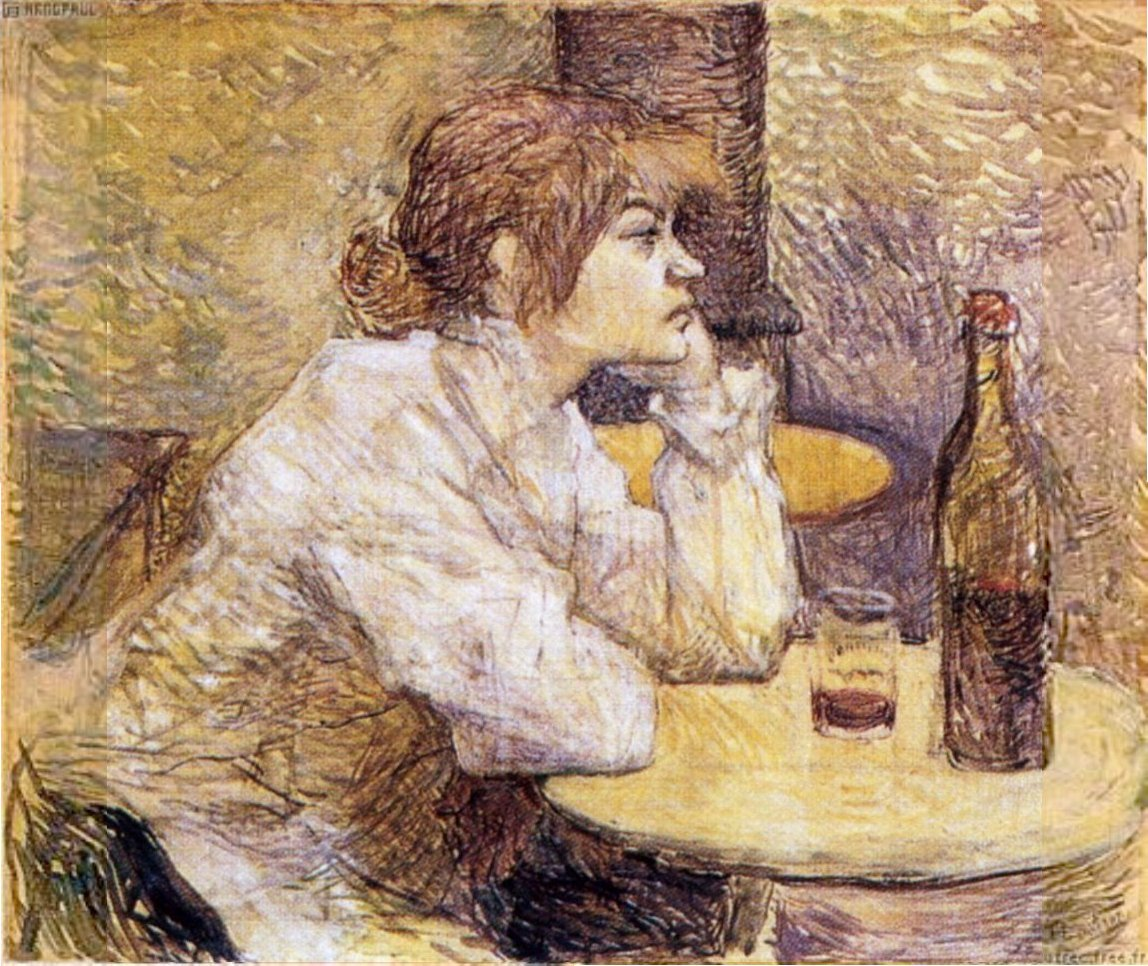
هنري دي تولوز لوتريك، خمار، حوالي 1888
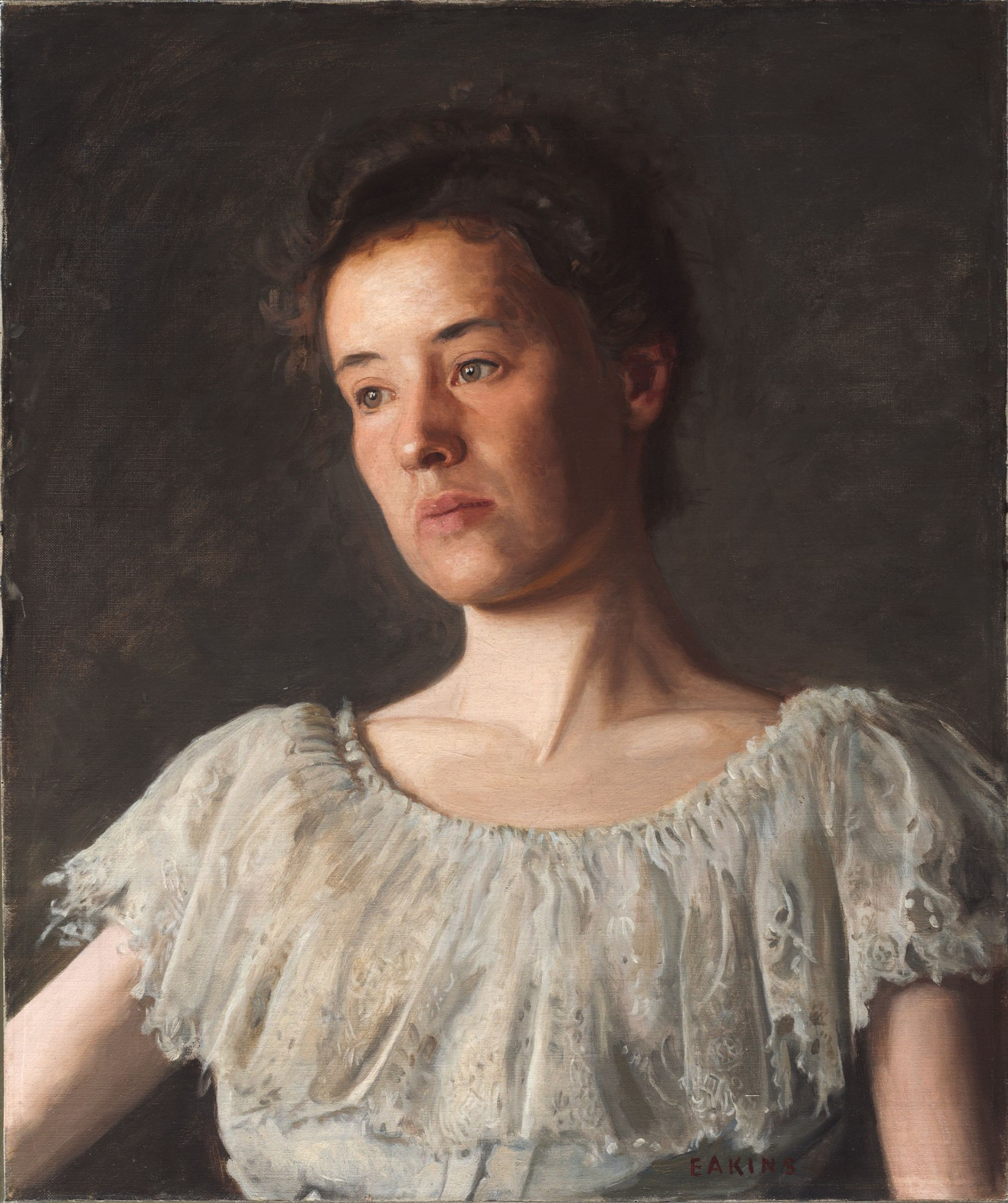
توماس إيكنز، الآنسة أليس كورتز، 1903

## متحف بوش – ريزينجر
تأسس متحف بوش ريسينغر عام 1901 باسم المتحف الجرماني، وهو المتحف الوحيد في أمريكا الشمالية المخصص لدراسة الفن من البلدان الناطقة بالألمانية في وسط وشمال أوروبا في جميع وسائل الإعلام وفي جميع الفترات. تحدث وليام جيمس في تفانيها. تشمل مقتنياتها أعمالًا مهمة لفن الانفصال النمساوي والتعبيرية الألمانية والتجريد في عشرينيات القرن الماضي. يحتوي المتحف على واحدة من أولى وأكبر مجموعات القطع الأثرية المتعلقة بمدرسة باوهاوس للتصميم (1919-1933)، والتي عززت العديد من التطورات في التصميم الحديث. تشمل نقاط القوة الأخرى فن النحت في أواخر العصور الوسطى وفن القرن الثامن عشر. يضم المتحف أيضًا فنونًا جديرة بالملاحظة في فترة ما بعد الحرب والفن المعاصر من أوروبا الناطقة بالألمانية، بما في ذلك أعمال جورج باسيليتز وأنسيلم كيفر وجيرهارد ريختر وواحدة من أكثر مجموعات الأعمال شمولاً في العالم لجوزيف بويز.
يحتوي متحف بوش – ريسينجر للفنون على لوحات زيتية للفنانين لوفيس كورينث، وماكس ليبرمان، وجوستاف كليمت، وإدفارد مونش، وبولا مودرسون-بيكر، وماكس إرنست، وإرنست لودفيج كيرشنر، وفرانز مارك، وكارل شميت-روتلاف، وإميل نولده، وإريش هيكل، وهاينريش هورلي، وجورج بازليتز، ولازلو موهولي ناجي، وماكس بيكمان. يحتوي على منحوتة لألفريد باري، وكاتي كولويتز، وجورج مين، وإرنست بارلاخ.
من عام 1921 إلى عام 1991، كان يقع بوش ريسينجر في قاعة أدولفوس بوش في 29 شارع كيركلاند. تستمر القاعة في استضافة مجموعة بوش ريسينغر التأسيسية من قوالب الجبس التي تعود للقرون الوسطى ومعرض عن تاريخ متحف بوش ريسينغر. كما تستضيف حفلات موسيقية على جهاز أنابيب Flentrop. في عام 1991، انتقلت بوش ريسينغر إلى قاعة Werner Otto Hall الجديدة، التي صممها غواثمي سيغل وشركاه، في 32 شارع كوينسي.
في عام 2018، عرض بوش ريسينغر معرض نوع المخزون في ألمانيا، 1943-1955، والذي سمي على اسم قصيدة 1945 لغونتر إيش. في عام 2019، احتفلت الباوهاوس وهارفارد بالذكرى المئوية لتأسيس مدرسة التصميم المؤثرة في ألمانيا. بعد إغلاقها من قبل النازيين في عام 1933، شق عدد من طلابها وأعضاء هيئة التدريس السابقين طريقهم إلى جامعة هارفارد، حيث واصلوا عملهم ووسّعوه.

### القيمون
- كونو فرانك، 1903-1930 [20]
- تشارلز ل. كون، 1930-1968 [21]
- بيتر نيسبت
- لينيت روث [22]

## متحف آرثر إم ساكلر

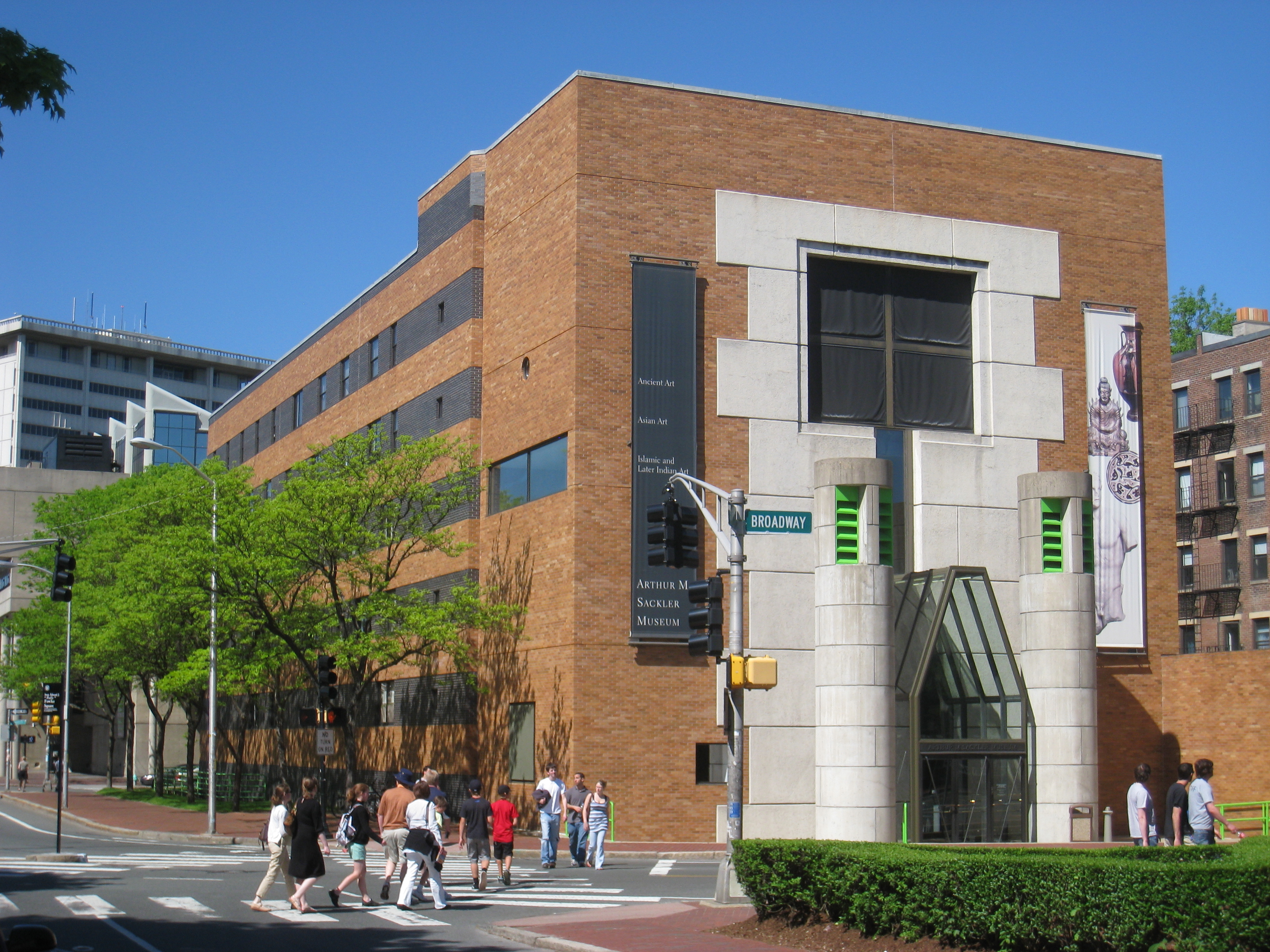
لم يعد يستخدم مبنى ساكلر في مساحات العرض العامة، ولكنه لا يزال يضم قاعات دراسية أكاديمية ومكاتب للموظفين

افتُتح متحف آرثر م. ساكل في عام 1985، ويقع في 485 برودواي، مباشرة عبر الشارع من مبنى متحف فوج الأصلي. تم تسمية مبنى ساكلر، الذي صممه المهندس المعماري البريطاني جيمس ستيرلينغ، على اسم مانحها الرئيسي آرثر إم ساكلر، الذي كان طبيبًا نفسيًا ورجل أعمال ومحسنًا. عند افتتاحه في عام 1984، كان المبنى يضم أيضًا مكاتب جديدة لكلية تاريخ الفن والعمارة، بالإضافة إلى مجموعة الصور والشرائح الرقمية لمكتبة الفنون الجميلة. اعتبارًا من 2021، يستمر مبنى ساكلر في استضافة قسم تاريخ الفن والعمارة ومكتبة شريحة الوسائط.
دعا النقاد والمتظاهرون جامعة هارفارد إلى إزالة اسم عائلة "ساكلر" من المبنى والمتحف، مشيرين إلى علاقته بالتسويق العدواني لعقار " أوكسيكونتين" الذي يسبب الإدمان. أشار المدافعون إلى أن آرثر إم ساكلر توفي في عام 1987، قبل ظهور مشاكل الأفيون في القرن الحادي والعشرين.

### مجموعة
تحتوي مجموعة المتحف على مجموعات مهمة من الفن الآسيوي، وعلى الأخص، اليشم الصيني القديم (أكبر مجموعة خارج الصين)  والسورمونو الياباني، بالإضافة إلى البرونز الصيني الرائع، والأسلحة الاحتفالية، ومنحوتات الكهوف البوذية، والخزفيات من الصين وكوريا، اليابانية تعمل على الورق والصناديق المطلية بالورنيش. تضم مجموعات البحر الأبيض المتوسط والبيزنطية القديمة أعمالًا مهمة في جميع وسائل الإعلام من اليونان وروما ومصر والشرق الأدنى. تشمل نقاط القوة المزهريات اليونانية والبرونزيات الصغيرة والعملات المعدنية من جميع أنحاء عالم البحر الأبيض المتوسط القديم. يحتوي المتحف أيضًا على أعمال ورقية من الأراضي الإسلامية والهند، بما في ذلك اللوحات والرسومات والخط والرسوم التوضيحية للمخطوطات، مع قوة خاصة في فن راجبوت، بالإضافة إلى الخزف الإسلامي المهم من القرن الثامن حتى القرن التاسع عشر. 

### هندسة معمارية
أثار مبنى ساكلر، الذي صُمم في الأصل امتدادًا لمتحف فوج، اهتمامًا عالميًا منذ أن كانت لجنة هارفارد ستيرلينغ لتصميم المبنى، بعد عملية اختيار قيمت أكثر من 70 مهندسًا معماريًا. أقامت الجامعة معرضًا لرسومات التصميم الأولية للمهندسين المعماريين في عام 1981 (تصميم جيمس ستيرلينغ لتوسيع متحف فوج)، وأصدرت مجموعة من رسومات ستيرلنغ للصحافة. 
بعد اكتماله في عام 1984، تلقى المبنى تغطية صحفية واسعة النطاق،  مع الاعتراف العام بأهميته كتصميم ستيرلنغ ومهمة هارفارد. استخدم «ستيرلنغ» تصميمًا مبتكرًا في محاولة للسماح للمتحف بالتعايش السلمي مع المباني المجاورة في منطقة أسماها «حديقة حيوانات معمارية». نشرت جامعة هارفارد كتابًا من 50 صفحة عن ساكلر، مع صور ملونة شاملة لتيموثي هورسلي، ومقابلة مع ستيرلنغ بواسطة مايكل دينيس، تكريمًا لـ آرثر م. ساكلr، ومقالات بقلم سليف وكوليدج وروزنفيلد.[بحاجة لمصدر]
على الرغم من الإشادة الدولية من النقاد عند افتتاحه، كان هناك نقاد صريحون للمبنى؛ حتى أن مارتن بيرتس اقترح هدمه (على الرغم من تقويض قضيته بسبب خطأ نسب المبنى إلى مهندس بريطاني آخر، نورمان فوستر).
كان من المفترض في الأصل أن يشمل مبنى ساكلر 18 قدم (5.5 م) بعرض 150 قدم (46 م) «رابط» طويل أو جسر يؤدي إلى الطابق الثاني من مبنى متحف فوج الأصلي الواقع على الجانب الآخر من برودواي، وهو طريق رئيسي في كامبردج. تم التخطيط للإضافة الضخمة لإيواء معرضين، وصالة، ووصلة مغلقة تمامًا بين المباني، في متناول الزوار وموظفي المتحف. كان من المفترض أن يشتمل الهيكل المعلق على نافذة كوة كبيرة عالية فوق منتصف الشارع، عند مستوى الفتحة المربعة الكبيرة التي لا تزال مرئية في الجزء الأمامي من مبنى ساكلر.
تم تأجيل الرابط ولم يتم بناؤه أبدًا، بسبب معارضة قوية من جمعية حي ميد كامبريدج والسياسيين المحليين. في نهاية المطاف، من شأن التجديد والتوسيع الشامل لمبنى متحف فوج الأصلي أن يجعل اقتراح الموصل غير المبني موضع نقاش. أمام مدخل مبنى ساكلر، لا يزال هناك عمودان مترابطان من الخرسانة المسلحة، وكانا يهدفان في الأصل إلى دعم هيكل الموصل.
في عام 2013، كان الاستخدام المستقبلي لمبنى ساكلر غير مؤكد،  حيث تم نقل مجموعته إلى امتداد رينزو بيانو إلى فوج. لا يزال هيكل «ستيرلنغ» قائمًا اعتبارًا من 2021، ولكنها لا تحتوي على مساحة عرض عامة. لا يزال المبنى يضم قاعة محاضرات كبيرة في الطابق السفلي، والتي تستخدم في المقام الأول للأغراض التعليمية. منذ افتتاحه الأصلي في عام 1984، شمل المبنى قسم تاريخ الفن + العمارة بالجامعة، مع الانتهاء من تجديدات المبنى في أوائل عام 2019 لاستيعاب أعضاء هيئة التدريس والطلاب بشكل أفضل.